# Prévarication
 (février 2025).
La prévarication est une suite d'actes consistant, pour le détenteur d'une charge ou d'un mandat, à ne pas satisfaire aux obligations résultant de cette charge ou de ce mandat. À l'origine, le terme s'appliquait à la « transgression de la loi divine, d'un devoir religieux, d'une obligation morale ».

## France
En France, le terme de « prévarication » est présent dans le code des douanes :

« Sans préjudice de l'application des pénalités édictées par le présent code, les délits d'injures, voies de fait, rébellion, corruption ou prévarication et ceux de contrebande avec attroupement et port d'armes sont poursuivis, jugés et punis conformément au droit commun. »

— Code des douanes, Article 440.

## Autres pays
La prévarication est explicitement punie dans d'autres codes pénaux comme en Espagne, en Allemagne et en Chine. Au Brésil, si elle est prouvée par le Tribunal suprême fédéral, elle peut justifier le déclenchement d'une procédure de destitution contre le président de la république fédérative.